# Río Dinder
El río Dinder (en árabe: نهر الدندر Nahr-ud-dindir‎, también llamado Dindar) es un afluente del Nilo Azul. Fluye a través de Etiopía y Sudán durante 480 kilómetros.

## Curso
El río Dinder nace en el macizo etíope, al oeste del lago Tana en la woreda etíope de Alefa. Fluye en dirección noroeste por las tierras altas y luego entra en Sudán, en las llanuras del estado de Sennar. El río serpentea a través de las llanuras hasta unirse al Nilo Azul cerca de la ciudad de Sennar.

## Características naturales
El parque nacional Dinder de Sudán, que se extiende hacia el sur desde el Dinder, debe su nombre al río. Esta cuenca fue previamente el hábitat de la especie en peligro, el lobo pintado, lycaon pictus;  sin embargo, este cánido se cree que está extinguido en la región debido a la expansión de la población humana y la falta de atención a la conservación.